# Dolgeville
Dolgeville è un villaggio degli Stati Uniti d'America, situato nello stato di New York, diviso tra la contea di Fulton e la contea di Herkimer.